# Josylvio
Josylvio, pseudonimo di Joost Theo Sylvio Yussef Abdelgalil Dowib (Naarden, 14 aprile 1992), è un rapper olandese di origine egiziana.

## Biografia
Joost Theo Sylvio Yussef Abdelgalil Dowib nasce a Naarden da madre olandese e padre egiziano. Abbandonato da quest'ultimo all'età di 12 anni, si appassiona all'hip hop, in particolare ascoltando 2Pac.

## Carriera
Pubblica il suo primo album in studio, Ma3seb, l'8 luglio 2016, con ospiti come Lijpe, Hef, Adje, Kevin e Sevn Alias. Nel 2017 è la volta di 2 Gezichten, seguito, il 23 febbraio 2018, dal terzo album Hella Cash, che si posiziona al primo posto della classifica olandese.
Il 4 ottobre 2019 viene reso disponibile il quarto album dell'artista, dal titolo Gimma, che presenta collaborazioni con Esko, Frenna, Mula B, Lijpe, 3robi e altri. Nel 2021 esce l'album Abu Omar, mentre il sesto album, Vallen en Opstaan, che vede la partecipazione di artisti come Cho, Henkie T, KA, Lil Kleine e Dopebwoy, viene pubblicato il 7 luglio 2022.

## Discografia

### Album in studio
- 2016 – Ma3seb
- 2017 – 2 Gezichten
- 2018 – Hella Cash
- 2019 – Gimma
- 2021 – Abu Omar
- 2022 – Vallen en Opstaan

### Mixtape
- 2018 – Hella Cash Gang (Vol.1) (con Moeman e KA)
- 2020 – Hella Cash Gang (Vol.2) (con Ashafar e Moeman)

### EP
- 2024 – Dopamine